# Фрібург (Пенсільванія)
Фрібург (англ. Freeburg) — місто (англ. borough) в США, в окрузі Снайдер штату Пенсільванія. Населення — 557 осіб (2020).

## Географія
Фрібург розташований за координатами 40°45′45″ пн. ш. 76°56′27″ зх. д. / 40.76250° пн. ш. 76.94083° зх. д. (40.762497, -76.940877).  За даними Бюро перепису населення США в 2010 році місто мало площу 0,83 км², уся площа — суходіл.

## Демографія
Згідно з переписом 2010 року, у селищі мешкало 575 осіб у 257 домогосподарствах у складі 165 родин. Густота населення становила 696 осіб/км².  Було 275 помешкань (333/км²).
Расовий склад населення:
| - 98,8 % — білих - 0,2 % — чорних або афроамериканців - 0,2 % — азіатів |

До двох чи більше рас належало 0,9 %. Частка іспаномовних становила 0,2 % від усіх жителів.
За віковим діапазоном населення розподілялося таким чином: 19,8 % — особи молодші 18 років, 62,1 % — особи у віці 18—64 років, 18,1 % — особи у віці 65 років та старші. Медіана віку мешканця становила 43,5 року. На 100 осіб жіночої статі у селищі припадало 90,4 чоловіків;  на 100 жінок у віці від 18 років та старших — 88,2 чоловіків також старших 18 років.
Середній дохід на одне домашнє господарство  становив 60 386 доларів США (медіана — 53 750), а середній дохід на одну сім'ю — 58 156 доларів (медіана — 52 500). За межею бідності перебувало 8,6 % осіб, у тому числі 17,6 % дітей у віці до 18 років та 2,1 % осіб у віці 65 років та старших.
Цивільне працевлаштоване населення становило 325 осіб. Основні галузі зайнятості: освіта, охорона здоров'я та соціальна допомога — 17,8 %, роздрібна торгівля — 15,7 %, виробництво — 15,1 %.